# Mas Pou (Vilaür)
Mas Pou és una masia del municipi de Vilaür (Alt Empordà) inclosa en l'Inventari del Patrimoni Arquitectònic de Catalunya. Està situada al sud del nucli urbà de Vilaür, a tocar l'inici del poble i al peu de la carretera que va a Camallera (GIV-6231).

## Descripció
És una masia de planta rectangular amb diverses construccions annexes, envoltades per una tanca que delimita l'espai de barri. L'edifici principal presenta la coberta a dues vessants de teula i està distribuït en planta baixa i dos pisos. A la banda sud presenta dos petits cossos adossats, coberts amb terrasses superiors establertes a diferent nivell i amb els finestrals d'arc de mig punt. Per la banda de ponent hi ha una llarga eixida al pis, bastida damunt un porxo format per tres voltes de canó successives amb llunetes, actualment transformades en obertures que comuniquen els tres espais. Envers el nord se li adossa un altre cos rectangular, amb teulada d'un sol vessant i dos pisos, el qual presenta una finestra d'arc mixtilini normal i la resta rectangulars, una de les quals presenta una inscripció amb la data 1706.
A l'edifici principal, les obertures són majoritàriament rectangulars i estan emmarcades amb carreus de pedra ben desbastats, algunes amb guardapols i ampit motllurats, i d'altres d'arc conopial amb roseta central, de finals del segle xvii. Destaquen les reixes de ferro forjat, originals probablement dels segles XVII-XVIII i localitzades a les finestres de la façana principal. Aquesta està orientada a llevant i en destaca el portal d'accés, rectangular i emmarcat amb carreus de pedra desbastats i la llinda plana, la qual presenta un gravat esculpit on s'hi representa un personatge extraient aigua d'un pou, mitjançant una corriola i una galleda. Fa al·lusió al nom de la casa, cognom dels propietaris inicials. A l'interior de l'edifici, la sala i diverses estances es troben cobertes amb voltes de maó pla.
Dins la finca, al sector sud-est hi ha tres petits edificis annexos, bastits en pedra i destinats a serveis, que acompanyen la masia. Alhora, la finca es troba delimitada per una tanca de pedra i morter, que presenta un gran portal d'accés d'arc rebaixat, emmarcat amb carreus de pedra i cobert amb una petita teulada de dues vessants.
La construcció es troba arrebossada i pintada de color groc.

## Història
La façana oest es va veure molt modificada en construir una capella particular moderna, damunt d'una gran eixida o terrassa. Era de planta rectangular, bastida amb maons i fou suprimida fa alguns anys.
L'element més destacable és l'emblema de la família Pou, un personatge nu pouant aigua amb una corriola.
Actualment és la residència familiar del editor Jacobo Siruela i domicili social d'Edicions Atalanta.